# 재키 위버
재키 위버(Jacki Weaver, 1947년 5월 25일 ~ )는 오스트레일리아의 배우이다. 1970년대에 소위 오스트레일리아 뉴 웨이브의 기수로 떠올랐다. 《애니멀 킹덤》(2010)으로 2011년 제82회 전미 비평가 위원회 여우조연상을 수상하고 제83회 아카데미상 여우조연상 후보에 올랐다. 이어 《실버라이닝 플레이북》(2012)으로 2013년 제85회 아카데미상에서 또 한 번 여우조연상 후보로 지명되었다. 2014년 오스트레일리아 훈장 오피서 등급을 수훈하였다.

## 출연 작품

### 영화
- 행잉록에서의 소풍 (1975)
- 애니멀 킹덤 (2010)
- 실버라이닝 플레이북 (2012)
- 5년째 약혼중 (2012)
- 스토커 (2013)
- 더 파크랜드 (2013)
- 헌트 (2013)
- 더 보이스 (2014) - 워런 의사 역
- 마야 (2014) - 목소리
- 매직 인 더 문라이트 (2014) - 그레이스 역
- Florence Has Left the Building (2014) - 단편
- 리클레임 (2014) - 레거트 역
- 이퀄스 (2015)
- Sister Cities (2016)
- Goldstone (2016)
- 더 디제스터 아티스트 (2017)
- 대체불가 당신 (2018)
- 라이프 오브 더 파티 (2018)
- 위도우즈 (2018)
- 버드 박스 (2018)
- 제로빌 (2019)
- 그루지 (2020)
- 스테이지 마더 (2020)
- 펭귄 블룸 (2020) - 잰 역
- 신부가 된 복서 (2022)

### 텔레비전
- 그레이스포인트 (2014, Gracepoint) - 수전 라이트 역
- 옐로우스톤 (2021)